# Kiskinizs
Kiskinizs ist eine ungarische Gemeinde im Kreis Szikszó im Komitat Borsod-Abaúj-Zemplén.

## Geografische Lage
Kiskinizs liegt in Nordungarn, 25 Kilometer nordöstlich des Komitatssitzes Miskolc und 10 Kilometer nordöstlich der Kreisstadt Szikszó am linken Ufer des Flusses Hernád. Nachbargemeinden im Umkreis von zwei Kilometern sind Halmaj, Hernádkércs und Nagykinizs.

## Geschichte
Die erste urkundliche Erwähnung des Ortes unter dem Namen Kenys stammt aus dem Jahr 1245.

## Gemeindepartnerschaft
- Mărculeni, Rumänien

## Sehenswürdigkeiten
- Heimatmuseum
- Reformierte Kirche, erbaut 1817–1818 (Spätbarock)
- Römisch-katholische Kapelle Szent Család

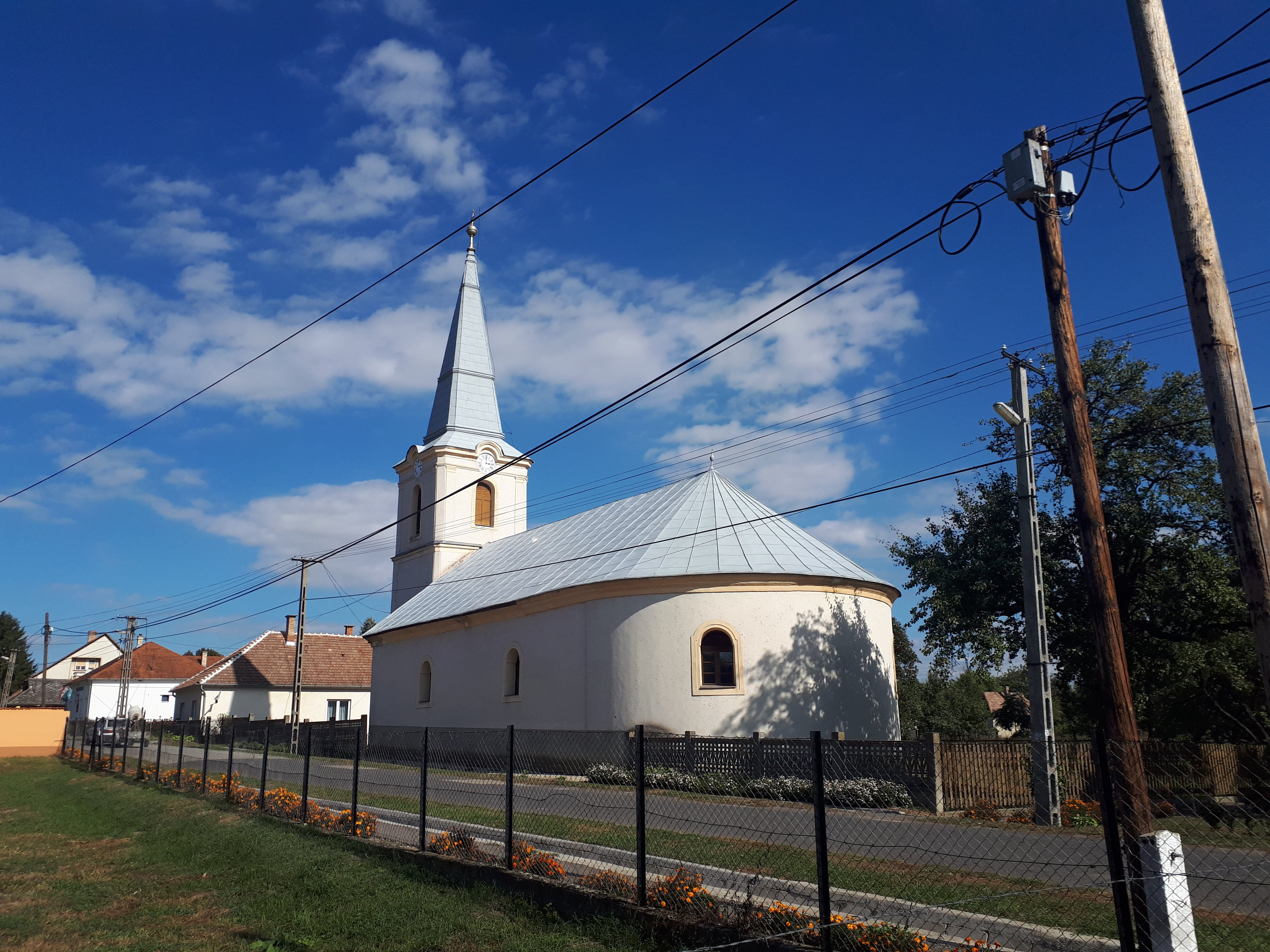
Reformierte Kirche

## Verkehr
Durch Kiskinizs verläuft die Landstraße Nr. 3703. Es bestehen Busverbindungen nach Felsődobsza, Szentistvánbaksa sowie über Halmaj und Aszaló nach Szikszó. Der nächstgelegene Bahnhof befindet sich drei Kilometer westlich in Halmaj.